# Mk III Valentine
A Valentine Mk III, harckocsi a második világháború legnagyobb számban gyártott brit harckocsija volt. A harcjármű alacsony gyártási költségűnek és megbízható konstrukciónak számított.

## Tervezés
A Vickers az 1938-as év elején megbízást kapott, hogy tervezzen egy új gyalogsági harckocsit. A cég megvizsgált egy A10 Mk II cirkáló harckocsit, és arra a megállapításra jutottak a tervezők, hogy szinte egy az egyben lemásolják a tankot, csak vastagabb páncélzattal látják el. Az első prototípus 1940. február 14-én, Valentin napján készült el, és ezért adták neki a Valentine nevet.
A hadvezetés figyelmét felkeltette a típus, ezért rögtön meg is rendelték 1940 júniusában. Addigra a brit erőket a németek visszaszorították a kontinensen, és súlyos tankhiány lépett fel. A Vickers megígérte, hogy 12 nap alatt le fogja szállítani az első tankokat. Később bevonták a Metropolitan gyárat, ami már nagy rutinnal rendelkezett az A10-es gyártásában, s azért kérték fel őket, mivel nem okozott különösebb nehézséget, hogy átálljanak az új típus gyártására.
Mint a legtöbb brit tankot, a Valentine-t is 3 részre osztották fel: vezetőfülke, küzdőtér és motortér. Mivel a vezetőfülkéhez elég közel volt az első tengely, így csak igen szűkösen fért el benne a sofőr, és a kilátás sem volt jónak mondható, mindössze egy szűk résen és két kis periszkópon keresztül lehetett kilátni. A felfüggesztés jónak bizonyult szinte minden harctéren, csak a Szovjetunióban akadtak problémák a nagy hó miatt.
A motor a korai példányokban az AEC A189 benzines motor volt, ami 135 lóerőt adott le. A későbbi modelleket AEC dízelmotorral szerelték, aminek 131 lóerő volt a teljesítménye, de ezeket később az amerikai GMC 6-71 604 dízelmotorral váltották fel, ami erősebb és megbízhatóbb is volt, mint a brit modellek. A motor karbantartása egyszerű volt, könnyen hozzá lehetett férni, és a pótalkatrészek gyártása sem vett sok időt igénybe.
A kezdeti modellekbe egy 40 mm-es löveg került, mellé egy 7,92 mm-es Besa géppuska. A toronyban mindössze 2 ember fért el, ez megnehezítette a kezelést. Az Mk III típus volt az első 3 személyes toronnyal ellátott verzió, de a torony tágasabbá tétele érdekében a torony oldalfalának vastagságát csökkenteni kellett. A Valentine később nagyon népszerű harckocsivá vált, mert gyártása egyszerű volt és páncélvastagsága a háború korai szakaszában megfelelő védelmet nyújtott. 1939 és 1944 között 8272 darab készült el Angliában, és ezzel a legnagyobb számban gyártott brit harckocsi volt. Ez a mennyiség a brit háborús harckocsitermelés negyede. Licenc alapján Kanadában is készültek példányai. Alvázát más járművekhez is felhasználták, mint az Archer páncélvadászhoz és a Bishop önjáró löveghez.

## Szolgálatban
A háború elején a britek némiképp előnyben részesítették a Valentine-t, mint a Matilda harckocsikat, mert a Matildák páncélzata ugyan vastagabb volt, de nem mozogtak gyorsan, és nagyobb célpontot is nyújtottak mint a Valentine. Az is a Valentine mellett szólt, hogy a gyártási ideje is kevesebb időt vett igénybe.
A Valentine legfőbb hadszíntere az Afrikai front volt. Első nagyobb számú bevetésére a Crusader hadműveletben került sor Líbiában az 1. Páncélos Hadosztályban. Fő feladatuk a gyalogság támogatása volt. Páncélzata és megbízhatósága és hatótávolsága jónak bizonyult, de mozgékonyságban és tűzerőben elmaradt a német harckocsik mögött. Az olasz tankokkal szemben azonban egyértelműen fölényben volt. A szabad francia hadsereg 1942 és 1943 között fel volt szerelve Valentine-okkal. A Valentine gyakran működött együtt cirkáló harckocsikkal, de mozgékonyságban nem tudta tartani velük a lépést. A 6. Páncélos Hadosztály egyaránt rendelkezett Valentine-okkal és Crusaderekkel. A németek is harcba állították a zsákmányolt példányokat. Jelentősége akkor kezdett csökkenni, mikor a Sherman harckocsik megérkeztek Afrikába.
A Szovjetunió 1300 darab Valentine-t kapott, legnagyobb részük Kanadában készült. Az oroszoknak adott Valentine tankok 57 mm-es és 75 mm-es ágyúval voltak ellátva ezért tűzerejük megfelelő volt és az oroszok gyorsan megkedvelték. A Nyugati fronton is bevetésre került, de már csak korlátozott számban, és főként parancsnoki harckocsiként és tüzérségi megfigyelőként. Fegyverzete addigra elavult és a kis átmérőjű toronygyűrű miatt nem nyílt lehetőség erősebb löveg beépítésre. Ennek ellenére 8272 darab készül Nagy-Britanniában és 1420 darab Kanadában 1944-ig. A japánok ellen indiai és új-zélandi erők használták. Ezen a hadszíntéren a páncélvastagsága és tűzereje a háború végéig megfelelőnek bizonyult.

## Típusváltozatok
- Valentine Mk.I: 299 darab készült belőle. AEC 6 hengeres 135 lóerős benzinmotorokat kaptak. Fegyverzetük egy 40mm-es 2-NDK löveg volt és egy 7,92mm-es Besa géppuska.
- Valentine Mk.II: A 300-ik Valentine már Mk.II volt. Annyiban különbözött az Mk.I-től, hogy egy AEC190 dízelmotorral volt felszerelve.
- Valentine Mk.III: Amerikai GMC dízelmotort kapott aminek 138 lóerő volt a teljesítménye. A tornyot módosították így már egy töltő is helyet kapott a toronyban, ami nagy, mértékben növelte a löveg hatékonyságát. 1942 áprilisától kezdték gyártani.
- Valentine Mk.IV: Az Mk.II-vel megegyezett, de egy GMC dízelmotorral volt ellátva.
- Valentine Mk.V: Megegyezett az Mk.III-al, de egy erősebb GMC motort kapott.
- Valentine Mk.VI: Kanadában készült és megegyezett az Mk.IV-el, de a páncélteste már nem szegecseléssel, hanem hegesztéssel készült. Másodlagos fegyverzete egy 7,92mm-es Browning M1919-A4 volt.
- Valentine Mk.VII: Lényegében egy Mk.VI belső módosításokkal. Csak Kanadában gyártották.
- Valentine Mk.VIII: A Mk.III-at szerelték fel egy 57mm-es 6-NDK löveggel. A toronyba a helyhiány miatt nem került géppuska.
- Valentine Mk.IX: Az Mk.V-öt látták el egy 57mm-es 6-NDK ágyúval. A tornyot itt sem szerelték fel géppuskával.
- Valentine Mk.X: 1943-ban kezdték gyártani. Lövege az 57mm-es 6-NDK volt. A módosított toronyban már elfért másodlagos fegyverzetnek egy 7,62mm-es Besa géppuska. Meghajtásáról egy 165 lóerős GMC dízelmotor gondoskodott.
- Valentine Mk.XI: Az utolsó verzió, amibe már egy Ordnance QF 75mm-es löveg került. A torony páncélvastagságát némiképp megnövelték.
- Bishop: A Valentine alvázára egy 87,6mm-es Ordnance QF 25 telepítettek. Nem lett sikeres típus mivel magas tornya miatt könnyű célpont volt és a toronyba a löveget úgy építették be, hogy az ágyú lőtávolsága korlátozott lett. 80 db készült belőle.
- Archer: A Valentine alvázára egy 76,2mm-es QF-17 löveg volt ami a brit lövegek között az egyik legerősebb volt. Már 1943 márciusában elkészült a típus, de első harci bevetésére csak 1944 októberében került sor. Sokan kifogásolták a hátrafelé néző lövegcsövet, de később ez mégis hasznosnak bizonyult mivel így a rácsapások után megfordulás nélkül gyorsan elhajthatott, amivel elkerülte a visszacsapást. Az alacsony sziluettnek köszönhetően pedig kis célfelületet nyújtott.
- Valentine Scorpion II: torony nélküli láncos aknamentesítő.
- Valentien OP/ Command: Erősebb rádióval ellátott parancsnoki verzió.
- Valentine Amra Mk.IVb: aknamentesítő.
- Valentine Bridgelayer: Néhány Mk.II-es tankról a tornyot leszerelték a páncéltestre pedig egy hídvetőt szereltek fel.
- Valentine Burmark: Rámpafektetővé átalakított harckocsik. 1945-ben Burmában használták.
- Valentine 7.92 Flame Mortar: Kísérleti típus torony nélkül. 12,5 kg-os TNT kilövésére alkalmas mozsárral volt ellátva, amivel a bunkerek lerombolására használták volna. Hatásos lőtávolsága 120 méter volt.
- Valentine DD: Kétéltű harckocsi, amit kiképzésre használtak. 650 darab készült belőle.
- Valentine Flame-throwers: Lángszóróval ellátott tankok, de éles harci bevetésükre nem került sor.